# Badminton Federation of Nigeria
Die Badminton Federation of Nigeria (BFN) ist die oberste nationale administrative Organisation in der Sportart Badminton in Nigeria. Der Verband wurde offiziell erst 1998 gegründet, existierte als Komitee aber bereits seit den 1970er Jahren.

## Geschichte
Das Komitee für Badminton war bereits 1975 Mitglied in der Badminton World Federation, damals als International Badminton Federation bekannt. 1977 fungierte es als Gründungsmitglied im kontinentalen Dachverband African Badminton Confederation. Internationale Titelkämpfe werden seit den 1990er Jahren ausgetragen, 2014 auch erstmals die Lagos International.

## Bedeutende Persönlichkeiten
- Francis Orbih, Präsident[2]

## Bedeutende Veranstaltungen, Turniere und Ligen
- Nigeria International
- Lagos International
- Nationale Meisterschaft